# Catende
Catende is een gemeente in de Braziliaanse deelstaat Pernambuco. De gemeente telt 35.251 inwoners (schatting 2009).
De gemeente grenst aan Bonito, Maraial, Palmares en Jaqueira.